# Nixdorf Computer
Die Nixdorf Computer AG war ein Computerhersteller aus der ostwestfälischen Stadt Paderborn und gehörte im 20. Jahrhundert zu den bedeutenden und innovativen deutschen Computerherstellern in Europa. Es wurde 1968 als Nachfolger des Labors für Impulstechnik (LFI) in Essen von Heinz Nixdorf gegründet.

## Vorgängerunternehmen Labor für Impulstechnik
Als Werkstudent beim amerikanischen Büromaschinenhersteller Remington Rand Corp. tätig, arbeitete Nixdorf an der Entwicklung einfacher Zählgeräte, sogenannten Multiplikations- und Saldierwerken, mit. Die Weiterentwicklung des Rechnerprojektes wurde jedoch nach einigen Monaten von der Unternehmensleitung gestoppt – der Marktwert der Rechenmaschinen wurde nicht erkannt – woraufhin Nixdorf, der das Marktpotential erkannte, sein Konzept eines Elektronenrechners auf Rundfunkröhrenbasis mehreren Großunternehmen vorstellte. Bei den Rheinisch-Westfälischen Elektrizitätswerken (RWE) stieß Nixdorf auf Interesse und Vertrauen, sodass er mit einem Entwicklungsauftrag in Höhe von 30.000 DM ausgestattet wurde und am 1. Juli 1952 das Labor für Impulstechnik gründete. Noch 1952 konnte der erste Elektronenrechner auf Rundfunkröhrenbasis für die Buchhaltung der RWE ausgeliefert und im folgenden Jahr die Weiterentwicklung betrieben werden. Die Innovations- und Expansionsphase des jungen Unternehmens verlief in großen Schritten, sodass das LFI sich vom Produzenten von Rechenmaschinen für die RWE AG in den 1950er Jahren schnell zum Zulieferer elektronischer Rechenwerke für bedeutende Büromaschinenhersteller wie die Exacta Büromaschinen GmbH – ab 1963 Wanderer-Werke – in Köln und die Compagnie des Machines Bull in Paris entwickelte. So war das Unternehmen 1954 gezwungen, aus den zu Anfang von der RWE zur Verfügung gestellten Arbeitsräumen aufgrund von Platzmangel auszuziehen und neue Räumlichkeiten anzumieten. Stetig wurden neue Elektronenrechner entwickelt, wie der elektronisch multiplizierende Buchungsautomat Multitronic 6000 oder der 1963 vorgestellte Wanderer Conti, welcher einst der weltweit erste Tischrechner mit eingebautem Drucker war. 1965 folgte die von Wanderer vertriebene Logatronic, den das LFI 1967 zum Nixdorf-Universalcomputer 820 weiterentwickelte. Die rasche Expansion des Unternehmens brachte es mit sich, dass bereits 1957 erste Räume in Nixdorfs Geburtsstadt Paderborn angemietet wurden. Ein Jahr später zog Nixdorf mit dem gesamten Unternehmen von Essen nach Paderborn um und das erste Werksgebäude wurde 1961 an der Pontanusstraße errichtet, in dem heute das Technische Rathaus der Stadt Paderborn untergebracht ist. 1967 sah Nixdorf die Möglichkeit, nicht mehr nur als Zulieferer zu fungieren, sondern den Vertrieb der Produkte selbst in die Hand zu nehmen. So wurden erste Geschäftsstellen gegründet und das LFI zeigte durch die Errichtung eines zweiten Betriebswerkes in Berlin Präsenz. Ins Bewusstsein der Öffentlichkeit geriet das Unternehmen 1968 mit dem Kauf und der Übernahme des größten Kunden, den Wanderer-Werken in Köln.

## Gründung und Entwicklung

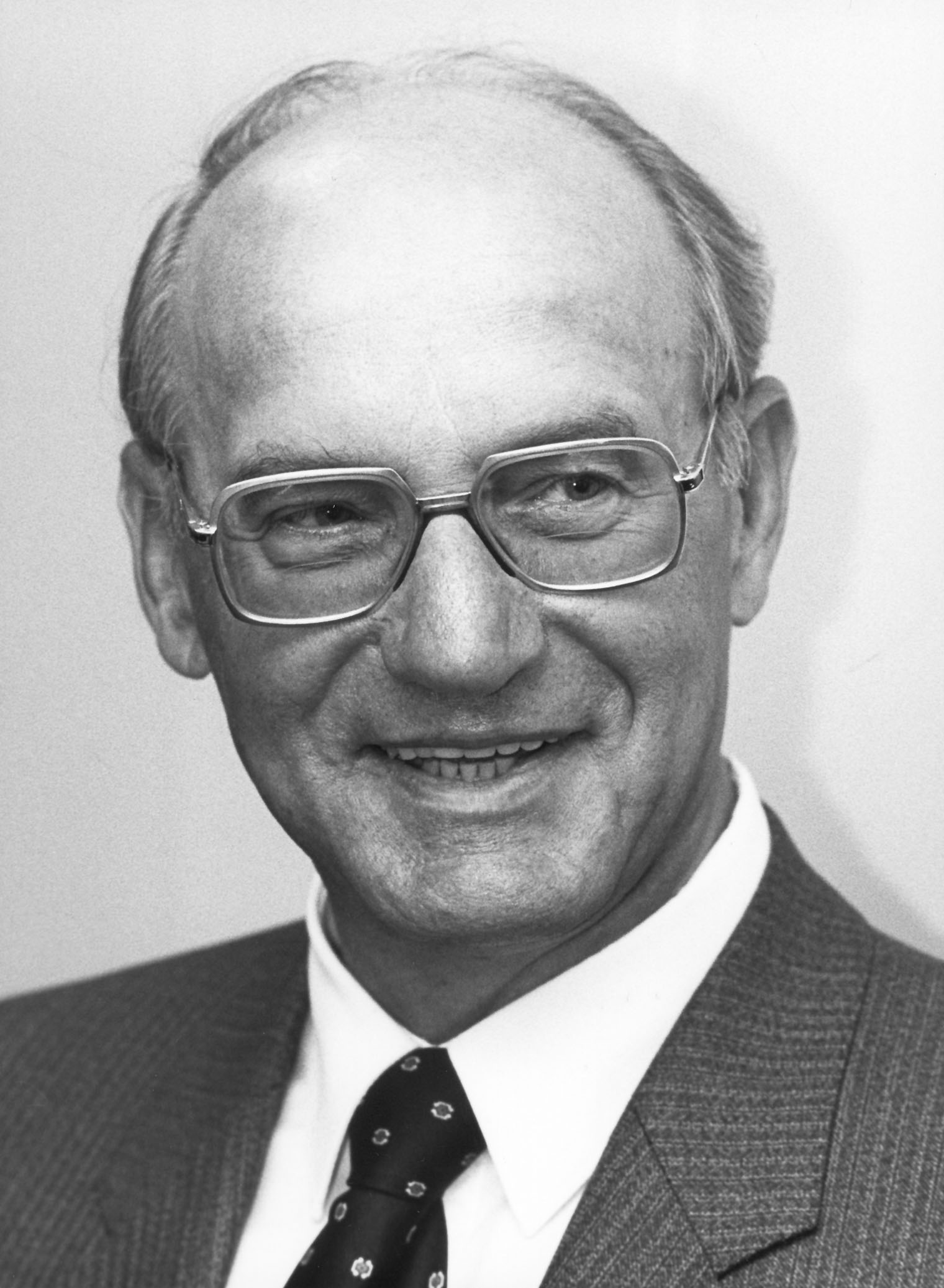
Heinz Nixdorf (Unternehmensgründer)

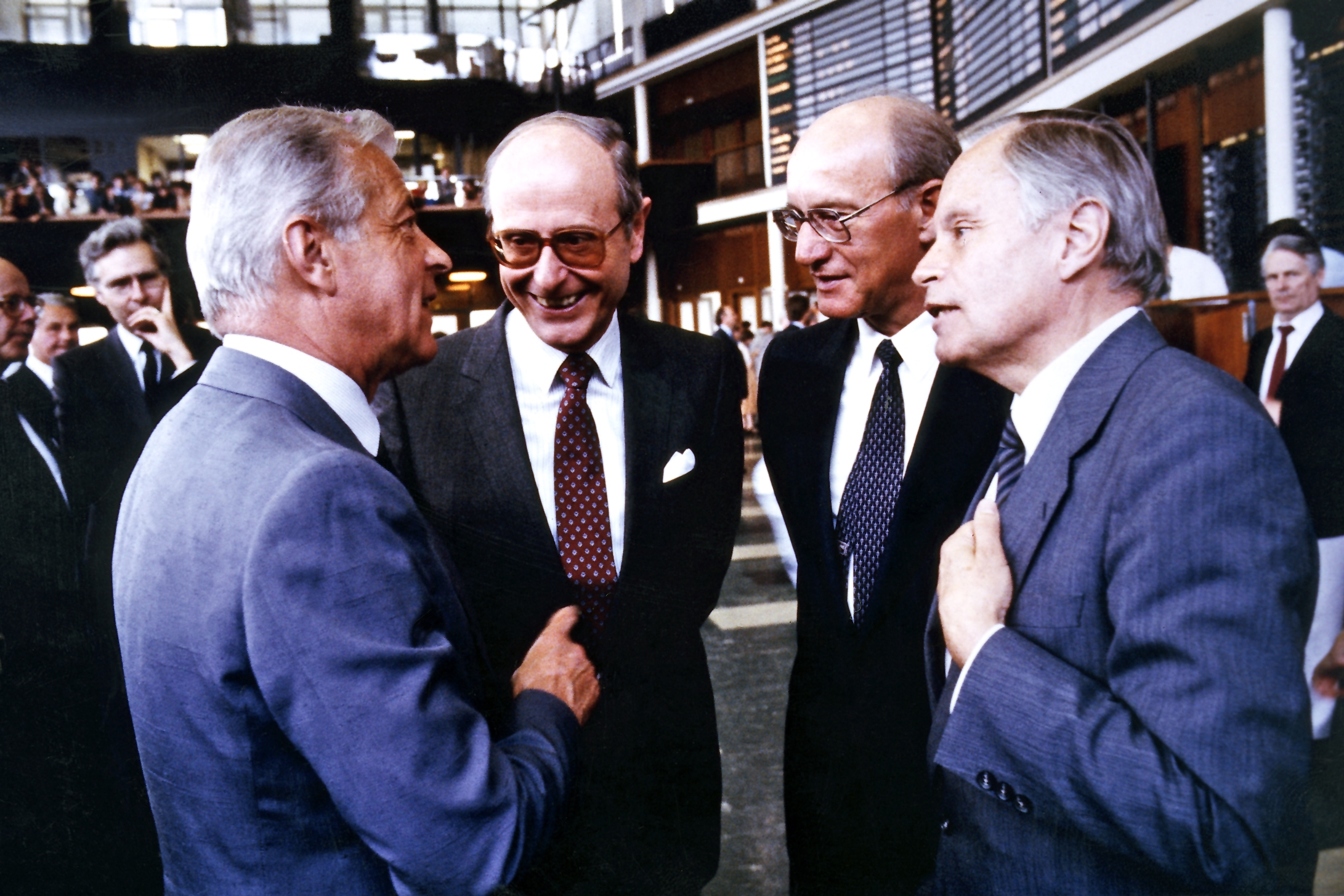
Einführung der Aktien der Nixdorf Computer AG an der Düsseldorfer Börse im Jahr 1984. Im Gespräch F. Wilhelm Christians (Aufsichtsratsvorsitzender Deutsche Bank), Herbert Zapp (Vorstandsmitglied Deutsche Bank), Heinz Nixdorf und Gerhard Schmidt (Aufsichtsratsvorsitzender NCAG).

Mit dem Erwerb der Wanderer-Aktien und somit den Wanderer-Werken – der Kaufpreis betrug 17,2 Millionen DM, was 2025 kaufkraftbereinigt etwa 39,1 Millionen Euro entspräche – besaß Nixdorf nicht mehr nur leistungsfähige Entwicklungs- und Produktionsabteilungen, sondern er verfügte zugleich auch über eine eigene Vertriebsstruktur. Mit der Aktienübernahme bei Wanderer durch Nixdorf im April 1968 erfolgte zum 1. Oktober desselben Jahres der Zusammenschluss zwischen den ehemaligen Wanderer-Werken und dem Labor für Impulstechnik zur Nixdorf Computer AG (NCAG) mit Sitz in Paderborn. Der sich schnell einstellende Erfolg der NCAG basierte auf der Erschließung eines neuen Computermarktes: der Mittleren Datentechnik beziehungsweise der dezentralen elektronischen Datenverarbeitung. Massenhersteller wie IBM setzten weiterhin auf Großrechner und zentralisierte Datenverarbeitung, wobei Großrechner für kleine und mittlere Unternehmen zu teuer waren und die Großhersteller diesen Markt nicht bedienen konnten. Nixdorf stieß in diese Marktnische mit dem modular aufgebauten Nixdorf 820 vor, brachte dadurch den Computer direkt an den Arbeitsplatz und ermöglichte kleineren und mittleren Betrieben die Nutzung der elektronischen Datenverarbeitung zu einem erschwinglichen Preis.
In der Folgezeit konnten auch Großunternehmen als Kunden gewonnen werden, die das Nixdorf-System aus Kostengründen in ihren Auslandsdependancen verwandten. Die Hard- und Softwarepakete wurden individuell auf den Kunden zugeschnitten, wobei Schulungen die Kunden im Umgang mit der dezentralen EDV vertraut machten. Wesentliche Mitbewerber im Bereich der Mittleren Datentechnik waren Kienzle Apparate, Triumph-Adler, Olivetti, Philips, NCR und Dietz Computer. Noch 1968 fanden mit einem 100-Millionen-Mark-Auftrag (2025 circa 227 Millionen Euro) des amerikanischen Büromaschinenherstellers Victor Comptometer, der 1972 übernommen wurde, Computer aus Paderborn den Weg nach Übersee. Neben dem steten innerdeutschen Ausbau des Vertriebsnetzes fasste die NCAG später auch Fuß in den USA und Japan.
In den 1970er Jahren stieg die NCAG zum Marktführer in der Mittleren Datentechnik in Deutschland auf und entwickelte sich zum viertgrößten Computerhersteller in Europa mit Fertigungsstätten in Deutschland, Irland, Spanien, USA und Singapur. 1972 war der westfälische Computerhersteller in 22 Ländern weltweit vertreten. Die weltweite Expansion führte am Unternehmenssitz zu regen Bautätigkeiten: In den Paderauen – heute Heinz-Nixdorf-Aue – wurde 1971 die neue Hauptverwaltung an der Fürstenallee bezogen. Heute beherbergt das Gebäude das Heinz Nixdorf MuseumsForum und das Heinz-Nixdorf-Institut der Universität Paderborn. Am ehemals Unteren Frankfurter Weg – heute Heinz-Nixdorf-Ring – entstanden neue Fertigungsstätten, die mit dem Deutschen Architekturpreis für Industriebauten ausgezeichnet wurden.
Ab 1975 brachte die NCAG eine dringend erforderliche neue Generation der Datenerfassungs- und Datenverarbeitungssysteme heraus: die 88xx-Reihe. Das alte 820-System hatte sich endgültig überlebt. Neben dem Datenverarbeitungssektor hatte die NCAG seit 1971 kontinuierlich weitere Marktsegmente erschlossen. Das eine Segment betraf elektronische Kassensysteme und Bankenterminals. In Schweden konnte das zu der Zeit größte Datenverarbeitungsnetz mit Bankenterminals aus dem Hause Nixdorf realisiert werden. Das andere Segment war der Bereich der Datenerfassungssysteme, wobei eine Datenspeicherung auf elektromagnetischen Bändern erfolgte und nicht mehr wie zuvor auf Lochkarten. Die Anlage bescherte Mitte der 1970er Jahre die nötigen Erfolge, als sich das Unternehmen in einer durchaus wirtschaftlich kritischen Lage befand. Ein adäquates Nachfolgemodell der Nixdorf 820 fehlte zunächst, denn in Zeiten der stetigen Expansion und des wirtschaftlichen Erfolgs wurde die Produktentwicklung schlichtweg vernachlässigt.
Mit der Einführung des 88xx-Systems fand die Erfolgsgeschichte der NCAG eine Fortsetzung und ein Jahr nach dem 25-jährigen Betriebsjubiläum – im Jahr 1978 – überstieg der Gesamtumsatz erstmals die Milliarden-Mark-Grenze, was 2025 etwa 1,4 Milliarden Euro entspräche. Weltweit beschäftigte die NCAG zu dem Zeitpunkt über 10.000 Mitarbeiter.
Um die Lehrlinge der NCAG adäquat am Computer auszubilden, richtete Nixdorf 1969 eine werkseigene Berufsschule ein, aus deren Trägerverein 1972 das Bildungszentrum für informationsverarbeitende Berufe (b.i.b.) hervorging. Des Weiteren war nach einer Direktive von Nixdorf Sportunterricht für die Auszubildenden Pflicht. Als Ansprechpartner im Bereich Sport stand Kurt Bendlin, Gewinner der Bronzemedaille bei den Olympischen Spielen in Mexiko-Stadt 1968, zur Verfügung. Um der Belegschaft Möglichkeiten zum Sporttreiben zu geben, errichtete Nixdorf 1984 den Ahorn-Sportpark auf dem Betriebsgelände der NCAG. Der Sportpark stand auch der Paderborner Bürgerschaft zur Verfügung und kann bis heute kostenlos genutzt werden.
Um Angestellte aller Hierarchie-Ebenen an das wachsende Unternehmen anzupassen, wurde ab Ende der 1970er-Jahre das einwöchige Nixdorf-Auftakt-Programm (NAP) durchgeführt. Diese vierteljährlich stattfindenden Auftaktveranstaltungen an wechselnden Tagungsorten – meist jedoch im Tagungshotel Sauerland Stern Hotel in Willingen – bestand eingangs aus einer Besichtigung der Verwaltung und der Fabrikation in Paderborn und wurde dann am Tagungsort mit Fachreferaten aus einzelnen Unternehmensbereichen fortgesetzt. In Arbeitsgruppen mussten die neuen Angestellten in den anschließenden Tagen an verschiedenen Problemlösungen arbeiten. Primäre Ziele des NAP waren die Netzwerkbildung der Mitarbeiter untereinander, die Identifikation und Integration neuer Mitarbeiter sowie die Wissensvermittlung in einer lebendigen und praxisnahen Form, um so eine bestmögliche und auch langfristige Wertschöpfung für das Unternehmen zu erzielen.
Das rasante Wachstum erforderte die Akquirierung neuer Geldmittel. 1978 lehnte Nixdorf ein Angebot der Volkswagen AG ab, die sich mehrheitlich an der NCAG beteiligen wollte. Die Zusage erhielt dagegen die Deutsche Bank, die für eine Beteiligung in Höhe von 25 Prozent 200 Millionen DM zahlte. Dies entspräche 2025 circa 288 Millionen Euro. Weiteres Kapital, rund 300 Millionen DM oder heute 333 Millionen Euro, konnte 1984 mit dem Gang an die Düsseldorfer Börse gewonnen werden und ein Jahr später erbrachte die Emission von Bezugsrechten weitere 700 Millionen DM entsprechend 763 Millionen Euro. Im In- und im Ausland wurden Mitte der 1980er Jahre die Produktionskapazitäten ständig erweitert.
1984 schloss sich Nixdorf mit anderen europäischen Firmen zur BISON-Gruppe (Bull, ICL, Siemens, Olivetti, Nixdorf) zusammen und wollte einen einheitlichen europäischen Standard unter dem Label X/Open entwickeln, scheiterte jedoch an der Kompatibilität. Auch der Versuch, mit dem System Targon auf offene Unix-Systeme umzusteigen, misslang.
1985 stieg der Umsatz auf fast vier Milliarden DM, der Gewinn belief sich auf 172 Millionen DM. Dies entspräche 2025 rund 4,4 Milliarden beziehungsweise 187 Millionen Euro. Beschäftigt waren zu diesem Zeitpunkt 23.300 Mitarbeiter in 44 Ländern. Das Folgejahr wurde durch den Tod des Unternehmensgründers überschattet. Am 17. März 1986 erlag Nixdorf den Folgen eines Herzinfarktes auf der Computermesse CeBIT in Hannover.

## Zeit nach Tod des Unternehmensgründers
Die Nachfolge von Nixdorf trat im April 1986 Klaus Luft an, der im ersten Jahr nach dem Tod von Nixdorf nochmals Rekorde vermelden konnte. Der Umsatz stieg auf über 5 Milliarden DM, und das Unternehmen beschäftigte weltweit über 30.000 Mitarbeiter. Bei der Gründung des DAX im Jahr 1988 gehörte die Nixdorf Computer AG zu den dort gelisteten Unternehmen. Jedoch konnte sie dem grundlegenden Wandel in der Computer- und Elektronikbranche nicht folgen. Wichtige Markttrends wie der Siegeszug der Personal Computer wurden verpasst, und ein rascher Preisverfall kennzeichnete den mittlerweile hart umkämpften Massenmarkt der Mittleren Datentechnik. Darüber hinaus geriet das Unternehmen durch den plötzlichen Tod Nixdorfs in eine Nachfolgekrise.
Seitens des Managements wurde massiv investiert, obwohl auf der Einnahmeseite keine entsprechenden Mittel vorhanden waren. Ende des Jahres 1989 musste der Vorstandsvorsitzende Klaus Luft nach dreieinhalb Jahren seine Position auf Druck des Aufsichtsrats mit sofortiger Wirkung räumen und wurde durch Horst Nasko ersetzt. Die Eigentümer sahen sich aufgrund der riesigen Verluste im operativen Geschäft gezwungen, das Unternehmen zu veräußern.

## Übernahme durch Siemens
Am 1. Oktober 1990 übernahm Siemens die Mehrheit der Nixdorf-Stammaktien und führte zunächst die Nixdorf Computer AG mit dem Bereich der Daten- und Informationstechnik der Siemens AG zur Siemens Nixdorf Informationssysteme AG (SNI) zusammen. 1992 erreichte Siemens einen Anteilsbesitz von 100 % an der SNI nach Squeeze-out und gliederte diese in die Siemens AG ein. Nach einer schmerzhaften Gesundschrumpfung mit dem Verlust mehrerer Tausend Arbeitsplätze in Paderborn in den frühen 1990er Jahren konnte sich SNI etwa ab Mitte des Jahrzehnts als größter europäischer Computerkonzern etablieren. 1995 wurde das Dienstleistungs- und Lösungsgeschäft in den Bereichen Informationstechnologie und Telekommunikation aus dem Unternehmen SNI herausgelöst und zusammen mit Teilen der Siemens AG in die Siemens Business Services GmbH und Co OHG (SBS), damals mit Sitz in Paderborn und München überführt.
Am 1. Oktober 1998 wurde die SNI als Aktiengesellschaft aufgelöst und vollständig in die Siemens AG integriert, wobei weitere Teile zur SBS wanderten. Der Name Siemens Nixdorf lebte noch ein Jahr in Form der Siemens Nixdorf Banking and Retail Systems GmbH weiter.

## Gründung neuer Gesellschaften
Am 1. Oktober 1999 wurden die handels- und bankenspezifischen Aktivitäten der SNI aus dem Siemens-Konzern aufgrund einer Portfoliobereinigung herausgelöst und von den Kapitalbeteiligungsgesellschaften Kohlberg Kravis Roberts und Goldman Sachs Capital Partners übernommen. Dabei wurde der Name in Wincor Nixdorf International GmbH geändert. Seit Mitte 2004 (bis 2019) war das Unternehmen an der Frankfurter Börse notiert und trug bis 2016 den Namen Wincor Nixdorf (seither Diebold Nixdorf Holding Germany). Die Geschäftsfelder umfassen Geldautomaten, Kassensysteme und Leergutautomaten.
Aus der Computersparte der SNI und dem Tochterunternehmen Fujitsu Computers Europe des japanischen Technologiekonzerns Fujitsu wurde 1999 das Joint Venture Fujitsu Siemens Holding gegründet. Unter dem Markennamen Fujitsu Siemens Computers wurden Computersysteme vertrieben. Siemens verkaufte zum 1. April 2009 seine Unternehmensanteile an Fujitsu. Der an Fujitsu verkaufte Unternehmensteil heißt heute Fujitsu Technology Solutions GmbH und hat seinen Sitz weiterhin in Deutschland (München).
Bereits in den 1990er Jahren entstand durch gezieltes Outsourcing aus SNI und durch Eigeninitiative von früheren Nixdorf- und SNI-Mitarbeitern ein wachsendes Umfeld an spezialisierten IT-Zulieferern und -Anbietern, die den vor allem durch das Internet entstandenen neuen Marktverhältnissen gut entsprachen. Wichtige Beispiele sind die Orga Kartensysteme GmbH, heute Sagem Orga und die Paragon.

## Produkte

### Systemfamilien 620 bis 880
- Systemfamilie 620 (Datenerfassung, von 1974 bis 1984): Das Datensammelsystem Nixdorf 620 wurde in der zentralen und dezentralen Datensammelerfassung in Wirtschaft und Verwaltung eingesetzt und ständig von Nixdorf weiterentwickelt. 1982 war die NCAG mit diesem System bei einem Marktanteil von etwa 40 Prozent Marktführer für Datensammelsysteme in Deutschland. Dieses System basierte auf Entwicklungen des US-amerikanischen Computerherstellers Entrex.

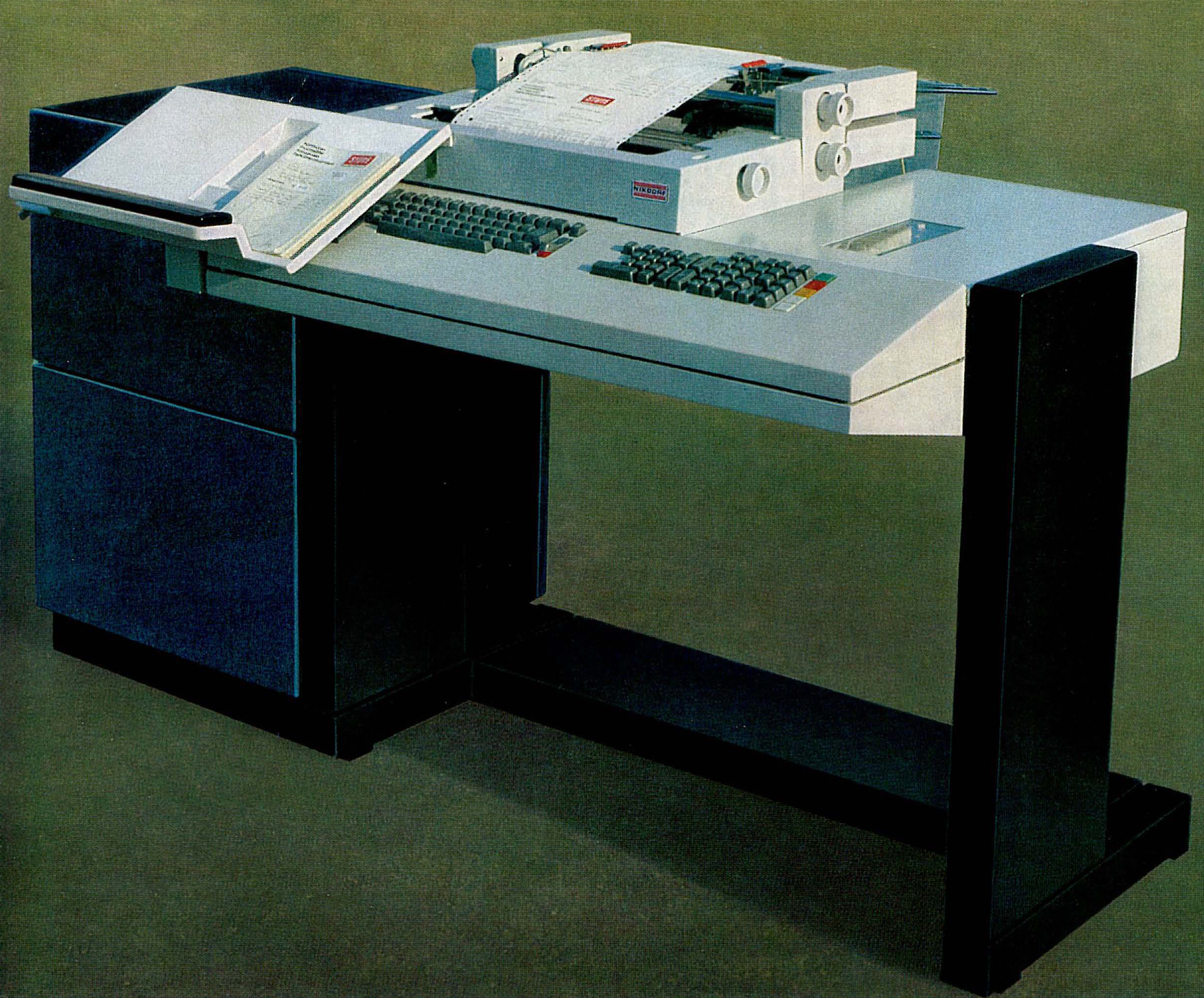
Nixdorf 820 von 1968

- Nixdorf 820 (von 1968 bis 1979): Vorläufer des Nixdorf-Universalcomputers 820 war die vom Labor für Impulstechnik (LFI) entwickelte und durch Wanderer vertriebene Logatronic. Das Rechenwerk der Systemfamilie 820 beruhte auf Halbleiterbasis, wobei frühzeitig Siliziumtransistoren zum Einsatz kamen. Als Systemschreibwerk kam eine IBM-Kugelkopfschreibmaschine zum Einsatz, die von anderen Herstellern vergleichbarer Systeme aufgrund des hohen Preises nicht verwendet wurde. Im Gegensatz zu Mitbewerbern, die ihre Computer in Schreibtische oder Schreibmaschinentische integrierten, entwickelte die NCAG für die 820 ein Pultchassis mit eigenständigem Design. Die unterschiedlichen Kundenwünsche führten zu einer Vielzahl an Modellvarianten der 820, beispielsweise als Fakturier-, Abrechnungs- oder Magnetkontencomputer, wobei konsequent eine Ausrichtung an jeweiligen Marktsegmenten erfolgte.
- Nixdorf 840 (von 1973 bis 1979): Weiterentwicklung des 820-Computers. Neben den bekannten Einsatzmöglichkeiten der 820 war mit dem 840-System eine direkte Datenverarbeitung und eine Datenfernübertragung und somit eine Kombination und Kommunikation mit anderen EDV-Anlagen (Rechenzentrum) möglich. Als Ausgabegerät wurden Nadeldrucker eingesetzt.
- Nixdorf 880 (von 1972 bis 1975): Erstes NCAG-System mit Direkt-Zugriffs-Speicher (Magnetplatten). Die kurze Produktionsdauer begründet sich mit der Neuentwicklung von Produktfamilien im Bereich der Magnetplattensysteme.
- Systemfamilie 700 (Kassensysteme, von 1971 bis 1981): Die Systemfamilie 700 umfasste die Nixdorf-Kassensysteme 705 und 710 sowie das Terminalsystem 720. Von vornherein waren die unterschiedlich leistungsstarken Einzelsysteme mit einer CPU mit Mikroprozessor, mit einem Spezialdrucker gemäß Kassenanforderungen und mit einem Datensicherungssystem bei Netzausfall ausgestattet.

### Systemfamilie 88xx und weitere Produkte

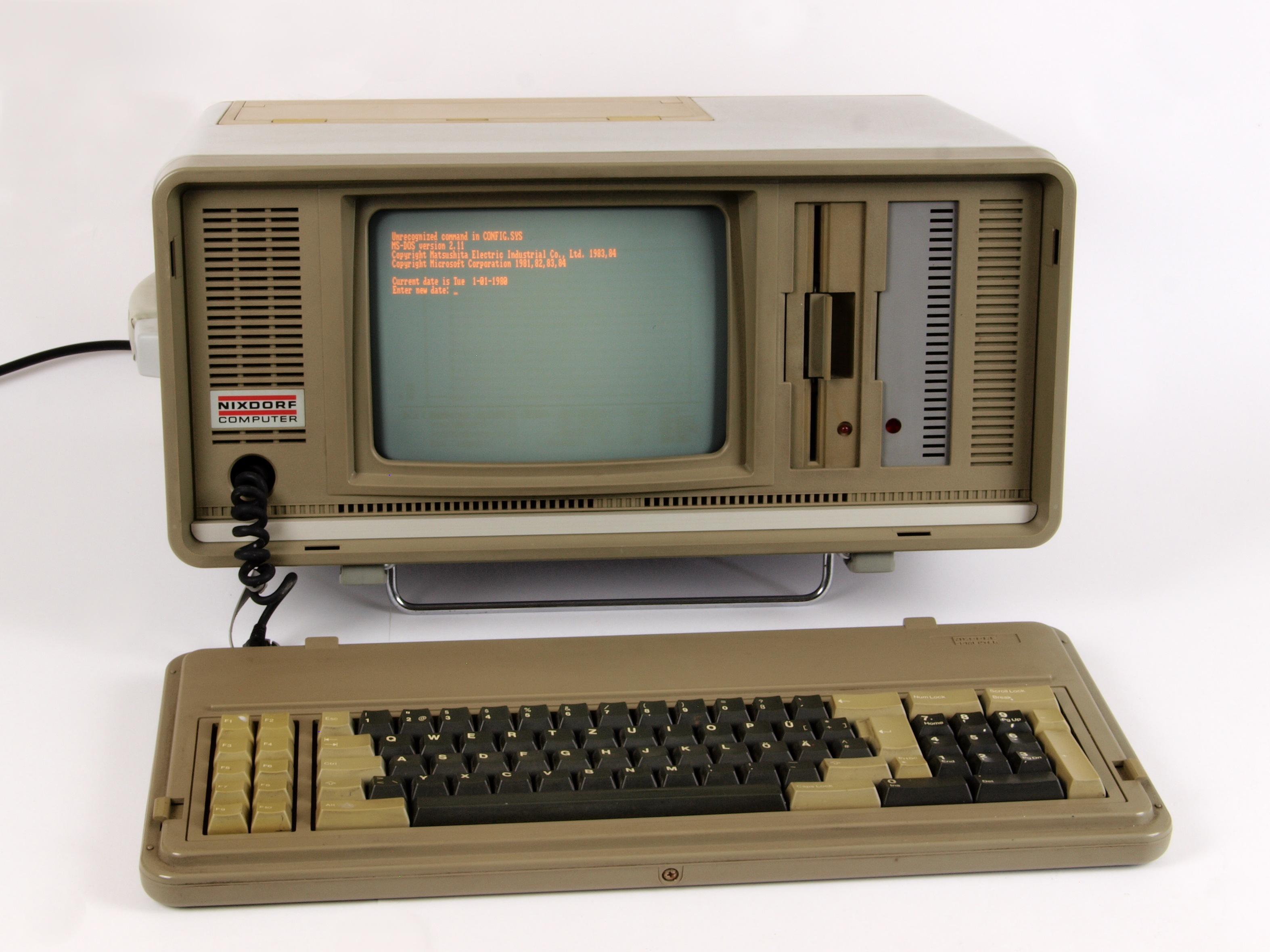
Nixdorf 8810/25

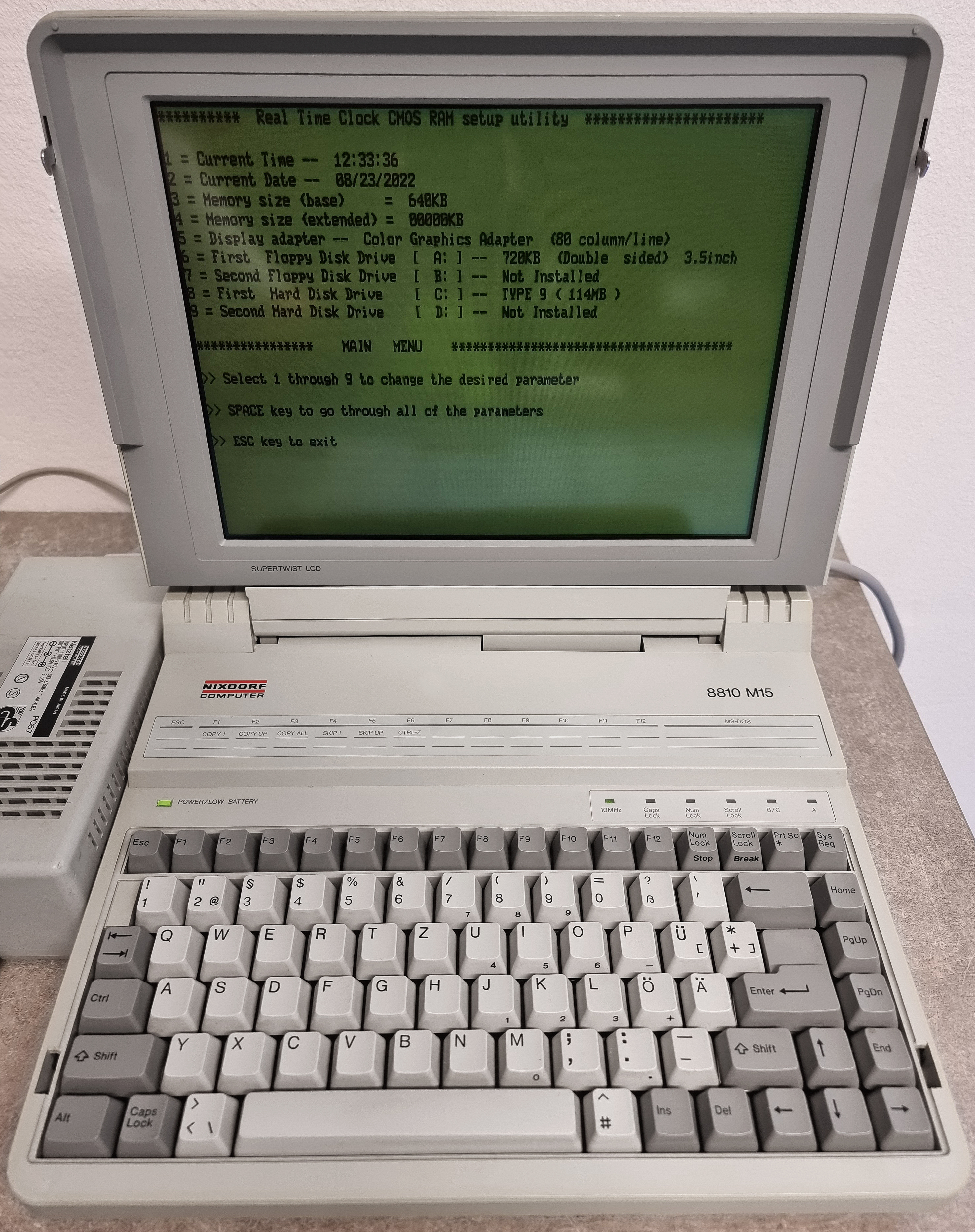
Nixdorf 8810 M15

- Nixdorf 8810 M15Nixdorf 8810 (ab 1986): PC-System mit Mikroprozessor. Ausstattung je nach Bauart unterschiedlich, softwareseitig wurde er mit MS-DOS vertrieben. Das Einsatzgebiet des Nixdorf-8810-Personal-Computers war auf die Datenverarbeitung und -fernübertragung ausgelegt. Angewandt wurde der PC von Freiberuflern und mittleren Wirtschaftsunternehmen. Unter der Bezeichnung 8810 wurden Luggables, Desktop-PCs sowie Laptops vertrieben. So war etwa der 8810/25 völlig unterschiedlich zum 8810 M15.
- Nixdorf 8811 Datentelefon (Datatel-System, von 1975 bis 1979, Vorläufermodelle mit Wählscheibe bereits ab 1973): Das Datentelefon, ausgestattet mit Tastenwahl und LED-Display, ermöglichte den Dialog zwischen Telefon und Computer, sodass Informationen direkt vom Rechner über das System 8811 ausgegeben werden konnten. Als Datenausgabegerät war ein geräuscharmer Drucker (Metalleinbrennverfahren) vorgesehen und eine optional erhältliche alphanumerische Tastatur erweiterte den Zeichenvorrat von 20 auf 55 Zeichen.[2] Die Post verweigerte jedoch trotz des innovativen Charakters eine Genehmigung, sodass das Datentelefon wirtschaftlich kein Erfolg war.
- Nixdorf 8812 Kassensystem (ab 1976): Konsequente Weiterentwicklung der Nixdorf-Kassensysteme 705 und 710. Die mit einem Mikrorechner ausgestattete 8812 wurde im Handel und in der Gastronomie/Hotellerie eingesetzt. Weitere Ausstattungsmerkmale umfassten eine internationale 10er-Tastatur, eine Bedienanzeige mit je einem alphanumerischen und einem numerischen Anzeigefeld sowie einer Druckstation für Bon und Journal. Ein Anschluss des Handelsterminals 8812 an das Zentralsystem 8862 war gegeben.
- Nixdorf 8812/200 Kassensystem (ab 1986): Entwicklung auf der Grundlage der 8812. Ausgestattet war dieses Kassensystem mit einem 9-Zoll-Bildschirm, einer Kundenanzeige, einem Banking-POS-Terminal mit integriertem Kartenleser, einem Strichcodeleser, einem stationären Scanner sowie einem Handscanner und einem Mini-Nadeldrucker.
- Nixdorf 8814 (88SP) Voice-Mail-System: zwischen 1985 und 1990 produziert.
- Nixdorf 8815 Textverarbeitungssystem (ab 1977): Als Zentraleinheit fungierte ein Minicomputer, als Speichermedium wurden Disketten verwandt. Die Ausgabe erfolgte über Nadeldrucker. Alle Funktionselemente waren individuell verstellbar auf einer höhenverstellbaren Arbeitsplatte untergebracht.
- Nixdorf 8818 Digitales Vermittlungssystem ISDN (ab 1982): Mit der 1982 vorgestellten Nixdorf 8818 DVS war die NCAG der erste deutsche Hersteller eines digitalen Vermittlungssystems, zugleich war das 8818-System das erste von der Post in Deutschland zugelassene digitale Vermittlungssystem. Zwischen 30 und 3000 Telefone oder Terminals konnten an die 8818 angeschlossen werden. Im Verbundnetzwerk konnte das System 8818 bis ca. 12.000 Nebenstellen bedienen. Die Vermittlungskapazität bei den Modellen 80-600 ermöglichte 246 Teilnehmern, beim Modell 3000 sogar bis zu 512 Teilnehmern, das gleichzeitige Sprechen, bzw. Telefonkonferenzen mit bis zu sechs Teilnehmern. Ein Rufnummernspeicher von zehn Rufnummern sowie eine schnelle Wahlwiederholung stand jedem Benutzer zur Verfügung. Der Höhepunkt des Systems war mit der Einführung des Software Release 5.1 und 5.2 erreicht, mit dem die volle Netzwerkfähigkeit des Systems und die Mehrkundenfähigkeit eingeführt wurde. Netzwerkfähigkeit bedeutet, dass verschieden disloziert installierte Systeme alle Teilnehmerfunktionalitäten in jeder Anlage zur Verfügung stehen. Alle miteinander vernetzten (max. 255) Anlagen (stern- oder maschenförmig) verhalten sich wie eine einzige physikalische Anlage mit systemübergreifenden Leistungsmerkmalen (zum Beispiel Rückruf von einem Knoten in den anderen, Rufmitnahme, Rufnummernportierung und Leistungsmerkmale von einem Knoten in den Anderen transferieren). Mehr- und Anlagenfähigkeit bedeutet, dass in einer physikalischen Anlage verschiedene unabhängige oder miteinander verknüpfbare Firmenkonfigurationen programmiert werden können. Die Octopus E Modell 300/800 ist ihr voll kompatibler Nachfolger und verwendet ebenfalls das Betriebssystem NICOS, die Hardware jedoch wurde parallel zur Hicom 150H office Com/ Hipath 3700 entwickelt. Sie ist jedoch genau so wie eine 8818 zu administrieren. Das System ist bis 2006 vertrieben worden, alle reinen UP0- und UP0-E-Endgeräte (bis auf OpenStage und neuer) der Siemenspalette und die ISDN-Systemtelefone von Nixdorf sowie alle Gigaset-Professional-Mobilteile können an ihr eingesetzt werden. Der Maximalausbau liegt bei 800 Teilnehmern bei 1024 Koppelfeldpunkten, bis zu 255 Anlagen sind voll anlagenübergreifend vernetzbar zu einem physischen System, die 8818 ist in großen Teilen integrierbar. Netzwerkbaugruppen ermöglichen IP-Systemtelefonie und Anlagenvernetzung, Callcenterbetrieb bis 1024 Agents ist mit Bordmitteln ohne zusätzliche Server realisierbar.
- Nixdorf 8820 Terminalsystem (von 1975 bis 1984): Frei programmierbare Anlage für Datenerfassung und Terminalbetrieb. Als Massendatenträger wurden Floppy-Discs eingesetzt. Eingesetzt wurde das System in Versandabteilungen um ein- und ausgehende Waren zu erfassen, zu bewerten und zu kontrollieren.[3]
- Nixdorf 8830/35 (von 1974 bis 1982): Die Systeme der 883X-Serie waren die letzten Entwicklungsstufen der 820- und 840-Systemfamilie. Es handelte sich um Einplatzmagnetplattensysteme in kompakter Bauweise, ausgestattet mit Bildschirm und Nixdorf-Nadeldrucker.
- Nixdorf 8850 Datenkommunikationssystem/Datensammelsystem (ab 1982): Weiterentwicklung des Datensammelsystems 620 mit gesteigerter Kapazität und mit bis zu 24 Arbeitsplätzen.
- Nixdorf 8840 Textverarbeitungssystem (ab 1979 bis 1990): Die elektronische Schreibhilfe Multitext 8840 war als Mehrplatz-System konzipiert, wobei jeder Schreibplatz mit einem Typenrad-Drucker ausgestattet werden konnte. Routinearbeiten, wie das Verfassen von Standardbriefen, Vordrucken, Serienbriefen etc. wurden durch das Speichern auf Magnetplatten der Zentraleinheit erleichtert. Der Drucker ermöglichte durch das Typenrad das Schreiben von bis zu zehn Kopien.
- Nixdorf 8862 Handelsinformationssystem (ab 1976): Das Zentralsystem 8862 verband die Komponenten 8812 untereinander und ermöglichte eine Kontrolle und Abfrage des Warenkreislaufs von der Bestellung über die Ausgabe bis zur Inventur.
- Nixdorf 8864 Bankenterminal (ab 1975): Einsatz im Bereich Handel und Banken als Multi-Job-Computer. Dialogverkehr, Bestandsführung, Datensammlung etc. in der Terminalzentraleinheit möglich. Als Speicher waren Disketten, Magnetplatten und Magnetbänder vorgesehen. Spezielle Peripherieeinheiten wie Scheckleser und Geldausgabegeräte waren speziell auf die Kundenwünsche der Banken zugeschnitten.
- Nixdorf 8870 M (von 1983 bis 1986/87): Eigenentwicklung der NCAG als Festplatten-Dialog-Computer. Baut auf der 8870/g und /u-Reihe auf. Eingestellt aufgrund der Markteinführung der Quattro.
- Nixdorf 8870/g (von 1973 bis 1982): Nachfolger der Nixdorf 880. Computersystem mit Magnetplattenspeicher und maximal vier Bildschirmarbeitsplätzen. Einsatzgebiet der 8870/g war die Lagerstandsüberwachung, das Bestellwesen, die Buchhaltung, Lohn- und Gehaltsabrechnung, Stücklistenorganisation und Datenerfassung und -verarbeitung.
- Nixdorf 8870/u (von 1976 bis 1986/87): Eigenständiges Datenverarbeitungssystem für Datenerfassung und Datenverarbeitung. Einsatz als Einplatz- oder Mehrplatzsystem (bis zu 24 Bildschirmarbeitsplätze). Seit 1977 Auslieferung der 8870-Systeme mit der Anwendersoftware COMET, die jeweils auf die kundenspezifischen Betriebsbedürfnisse angepasst und auf die einzelnen Aufgabengebiete zugeschnitten werden konnte.
- Nixdorf 8890: 1980 erfolgte der Einstieg der Nixdorf Computer AG in den Markt der IBM-kompatiblen low end Mainframes / Plug Compatible Manufacturers (PCM) mit der Nixdorf Systemfamilie 8890. Das System 8890 C, IBM /370 und 4300 kompatibel, Vertriebsfreigabe III 1980, war ein an Nixdorf Standards angepasstes Mehrplatzsystem des israelischen Elektronikkonzerns Elbit. Alle wesentlichen Peripheriekontroller waren im System 8890-C integriert (sogenannte Direktanschlüsse). Einer dieser Kontroller stand für den Direktanschluss von  bis zu 32 lokalen Bildschirm-Arbeitsplätzen zur Verfügung. Ein von Nixdorf entwickeltes kompatibles Displaysystem (CDS 8270) ermöglichte den Anschluss von bis zu 256 weiteren Nixdorf-Terminals. Fertigung und Weiterentwicklung der 8890-C waren in Paderborn. Es gab drei Modelle: 8890-C30 (0,3 MIPS), 8890-C50 (0,5 MIPS) und 8890-C70 (0,7 MIPS). Unterstützt wurden die Betriebssysteme: NIDOS/VSE (Nixdorf Disk Operating System), EDOS/VS, EDOS/VSE, VM/370, DOS/VS, DOS/VSE und OS/VS1. Das System 8890-D, IBM /370 und /390 sowie 4300 kompatibel, Vertriebsfreigabe 1985, wurde vom OEM (Original Equipment Manufacturer) Hitachi, Japan, bezogen. Es gab vier Modelle: 8890-D13 (1,3 MIPS), 8890-D18 (1,8 MIPS) und 8890-D23 (2,3 MIPS). Unterstützte Betriebssysteme: wie 8890-C plus MVS sowie ein Nixdorf Comet Emulator unter VM. Bis Mitte 1989 wurden weltweit insgesamt ca. 1000 Systeme 8890 – davon ca. 100 D-Modelle – an Kunden ausgeliefert.
- Nixdorf BT01 (ab 1987): BTX-Telefon mit separatem Farbbildschirm und alphanumerischer Tastatur. Datenverarbeitung im Bereich Text, Bild und Sprache möglich.
- Nixdorf LK 3000 Anwendungsspezifischer Pocket-Computer (1979) mit Modulen zur Sprachübersetzung oder Kundenspezifischen Datenbanken. Entwickler und Hersteller war die Firma Lexicon, USA.
- AKT – Automatischer Kassentresor (an 8864)
- Digifon, digitales Telefon (Digifon Basis, Digifon Solo, Digifon Komfort, RNG, Digifon Solo/2S, Digifon Solo/2U, Digifon Comfort/2, RNG/2, AFT/1, AFT/2 AFT/3, nur für System 8818, teils auch Octopus E Modell 300/800, kein Standardverfahren).
- IBAS – erste ISDN-Klein-Nebenstellenanlage (Entwicklung wegen Siemens-Übernahme nicht vollendet).
- Logofon, analoge Telefonfamilie (Logofon Basis, Logofon Info, Logofon Hotel, Logofon Komfort, Logofon Mobil), von Hagenuk für Nixdorf entwickelt und gebaut.[4]
- Octophon, digitales Telefon für die Deutsche Bundespost (Octophon 21S, 21U, 23 und 24, RNG, RNG/2, AFT/1, AFT/2 AFT/3, nur für System 8818, teils auch Octopus E Modell 300/800, kein Standardverfahren).
- Tankstellen-Systeme mit Steuerung der Zapfsäulen-Anzeige und Datenübermittlung an die Kasse.
- Targon /31 /32 /35 Systemfamilien: Ab 1988 wurden diese Systeme in Banken, Industrie und Handel eingesetzt. Alle drei Systemfamilien wurden unter AT&T Unix System V betrieben. Die Targon /31- und /32-Systeme basierten auf der Motorola-680xx-Prozessorenfamilie und wurden als „kleiner“ Server positioniert. Zu diesem Zeitpunkt wurden bereits die heutigen Client-Server-Strukturen mit diesem System abgedeckt. So war es 1990 möglich, Microsoft Windows 3.11 als Client mit einer Targon/31 als Print- und File-Server zu betreiben.
  - Die Targon-/32-Familie wurde als fehlertolerantes System konstruiert. CPU-, Speicher- und Festplattentausch waren im laufenden Betrieb möglich.
  - Targon /35 bediente die großen Unix-Installationen und war keine Eigenentwicklung von Nixdorf, sondern ein Zukauf von der Firma Pyramid Technology.